# Comuna Korîstova, Volociîsk
Korîstova (în ucraineană Користова) este o comună în raionul Volociîsk, regiunea Hmelnîțkîi, Ucraina, formată din satele Balkivți și Korîstova (reședința).

## Demografie
Componența lingvistică a comunei Korîstova
     Ucraineană (98,62%)
     Rusă (1,21%)
     Alte limbi (0,13%)
Conform recensământului din 2001, majoritatea populației comunei Korîstova era vorbitoare de ucraineană (98,62%), existând în minoritate și vorbitori de rusă (1,21%).